# 8 Mile
Music from and Inspired by the Motion Picture 8 Mile – płyta zawierająca ścieżkę dźwiękową do filmu 8. Mila Curtisa Hansona.
Rolę producenta soundtracku powierzono Eminemowi, który gra główną rolę w filmie. Autorem muzyki jest Marshall Mathers – płyta zawiera zarówno jego solowe, premierowe kompozycje, jak i produkcje, w których uczestniczyli zaproszeni goście – m.in. Xzibit, Rakim, Nas, Gang Starr, a także ulubieni artyści Eminema (Macy Gray), oraz wykonawcy związani z wytwórnią Shady Records (50 Cent, Obie Trice).

## Lista utworów
| #  | Tytuł                      | Wykonawcy                 | Producent                            | Czas |
| -- | -------------------------- | ------------------------- | ------------------------------------ | ---- |
| 1  | "Lose Yourself"            | Eminem                    | Eminem Luis Resto Jeff Bass          | 5:20 |
| 2  | "Love Me"                  | Eminem Obie Trice 50 Cent | Eminem                               | 4:30 |
| 3  | "8 Mile"                   | Eminem                    | Eminem                               | 6:00 |
| 4  | "Adrenaline Rush"          | Obie Trice                | Red Spyda                            | 3:48 |
| 5  | "Places to Go"             | 50 Cent                   | Eminem                               | 4:15 |
| 6  | "Rap Game"                 | D12 Eminem                | Kon Artis Eminem                     | 5:53 |
| 7  | "8 Miles and Runnin'"      | Jay-Z Freeway             | Eminem                               | 4:08 |
| 8  | "Spit Shine"               | Xzibit                    | Kon Artis                            | 3:39 |
| 9  | "Time of Your Life"        | Macy Gray                 | Dante Ross John Gamble Mike Elizondo | 4:21 |
| 10 | "U Wanna Be Me"            | Nas                       | Chucky Thompson Nas                  | 3:50 |
| 11 | "Wanksta"                  | 50 Cent                   | J-Praize Sha Money XL                | 3:38 |
| 12 | "Wasting My Time"          | Boomkat Taryn Manning     | Kellin Manning Martin Pradler        | 3:37 |
| 13 | "R.A.K.I.M."               | Rakim                     | Kon Artis                            | 4:23 |
| 14 | "That’s My Nigga Fo' Real" | Young Zee                 | Dante Ross John Gamble               | 4:45 |
| 15 | "Battle"                   | Gang Starr                | DJ Premier Guru                      | 2:56 |
| 16 | "Rabbit Run"               | Eminem                    | Eminem Luis Resto                    | 3:10 |

Bonus CD
| # | Tytuł                          | Wykonawcy  | Producent | Czas |
| - | ------------------------------ | ---------- | --------- | ---- |
| 1 | "Rap Name"                     | Obie Trice | Eminem    | 5:01 |
| 2 | "Stimulate"                    | Eminem     | Eminem    | 5:03 |
| 3 | "'Till I Collapse" (Freestyle) | 50 Cent    | Eminem    | 1:26 |
| 4 | "Gangsta"                      | Joe Beast  |           | 3:35 |
| 5 | "The Weekend"                  | Brooklyn   |           | 3:05 |
| 6 | "California"                   | Shaunta    |           | 3:26 |

More Music from 8 Mile
| #  | Tytuł                                               | Wykonawcy                | Producent                       | Czas |
| -- | --------------------------------------------------- | ------------------------ | ------------------------------- | ---- |
| 1  | "Shook Ones Pt. II"                                 | Mobb Deep                | Mobb Deep                       | 5:24 |
| 2  | "Juicy"                                             | Notorious B.I.G.         | Poke Puffy                      | 5:02 |
| 3  | "Gotta Get Mine"                                    | MC Breed 2Pac            | Colin Wolfe Eric Breed Warren G | 4:14 |
| 4  | "Feel Me Flow"                                      | Naughty by Nature        | Naughty by Nature               | 3:33 |
| 5  | "Player's Ball"                                     | OutKast                  | Organized Noize                 | 4:22 |
| 6  | "Get Money"                                         | Junior M.A.F.I.A.        | Ez Elpee                        | 4:35 |
| 7  | "I’ll Be There for You/You're All I Need to Get By" | Method Man Mary J. Blige | RZA                             | 5:07 |
| 8  | "Shimmy Shimmy Ya"                                  | Ol’ Dirty Bastard        | RZA                             | 2:29 |
| 9  | "Bring Da Pain"                                     | Method Man               | RZA                             | 3:09 |
| 10 | "C.R.E.A.M."                                        | Wu-Tang Clan             | RZA                             | 4:13 |
| 11 | "Runnin'"                                           | The Pharcyde             | Jay Dee                         | 4:20 |
| 12 | "Survival of the Fittest"                           | Mobb Deep                | Mobb Deep                       | 3:43 |
| 13 | "Temptations"                                       | 2Pac                     | Easy Mo Bee                     | 5:00 |
| 14 | "Unbelievable"                                      | Notorious B.I.G.         | DJ Premier                      | 3:43 |

### Utwory spoza "More Music from 8 Mile"
To jest lista utworów, które można usłyszeć w filmie, ale nie ma ich na More Music from 8 Mile:
- Onyx – "Last Dayz"
- O.C. – "Time’s Up"
- Lynyrd Skynyrd – "Sweet Home Alabama"
- Cypress Hill – "Insane in the Brain"
- Montell Jordan – "This Is How We Do It"
- Naughty by Nature – "Feel Me Flow"
- South Central Cartel – "Gang Stories"
- Notorious B.I.G. – "Who Shot Ya?"
- Showbiz & AG – "Next Level (Nyte Time Mix)"
- Junior M.A.F.I.A. – "Player's Anthem"

## Na listach

### Album
| Rok  | Album                                                | Lista         | Miejsce |
| ---- | ---------------------------------------------------- | ------------- | ------- |
| 2002 | Music from and Inspired by the Motion Picture 8 Mile | Billboard 200 | 1       |
| 2003 | Music from and Inspired by the Motion Picture 8 Mile | Billboard 200 | 1       |

### Single
| Rok  | Singel          | Lista                            | Miejsce |
| ---- | --------------- | -------------------------------- | ------- |
| 2002 | "Lose Yourself" | The Billboard Hot 100            | 1       |
| 2002 | "Lose Yourself" | Modern Rock Tracks               | 14      |
| 2002 | "Lose Yourself" | Hot Rap Tracks                   | 2       |
| 2002 | "Lose Yourself" | Hot R&B/Hip-Hop Singles          | 4       |
| 2003 | "Wanksta"       | The Billboard Hot 100            | 13      |
| 2003 | "Wanksta"       | Hot Rap Tracks                   | 3       |
| 2003 | "Wanksta"       | Hot R&B/Hip-Hop Singles & Tracks | 4       |
| 2003 | "8 Mile"        | Hot R&B/Hip-Hop Singles          | 54      |

<DynamicPageList>
notcategory=Ścieżki dźwiękowe
</DynamicPageList>